# Naturschutzgebiet Kehlenberg
Das Naturschutzgebiet Kehlenberg mit einer Größe von 6,8 ha liegt südlich von Bödefeld im Stadtgebiet von Schmallenberg. Das Gebiet wurde 2008 mit dem Landschaftsplan Schmallenberg Südost durch den Hochsauerlandkreis als Naturschutzgebiet (NSG) ausgewiesen. 

## Gebietsbeschreibung
Beim NSG handelt es sich um einen durchgewachsenen Rotbuchen-Eichen-Niederwald auf dem Kehlenberg. Auf den Bergrücken befindet sich ein niedriges moosreiches Felsband.

## Pflanzenarten im NSG
Im NSG kommen seltene Tier- und Pflanzenarten vor. Vom Landesamt für Natur, Umwelt und Verbraucherschutz Nordrhein-Westfalen dokumentierter Pflanzenarten: Draht-Schmiele, Eichenfarn, Heidelbeere, Schönes Frauenhaarmoos, Stieleiche, Traubeneiche,  Vogelbeere, Weiße Hainsimse, Wiesen-Wachtelweizen und Zypressenschlafmoos.

## Schutzzweck
Das NSG soll das Waldgebiet mit seinem Arteninventar schützen.
Wie bei allen Naturschutzgebieten in Deutschland wurde in der Schutzausweisung darauf hingewiesen, dass das Gebiet „wegen der Seltenheit, besonderen Eigenart und Schönheit des Gebietes“ zum Naturschutzgebiet wurde.